# Jo Shimoda

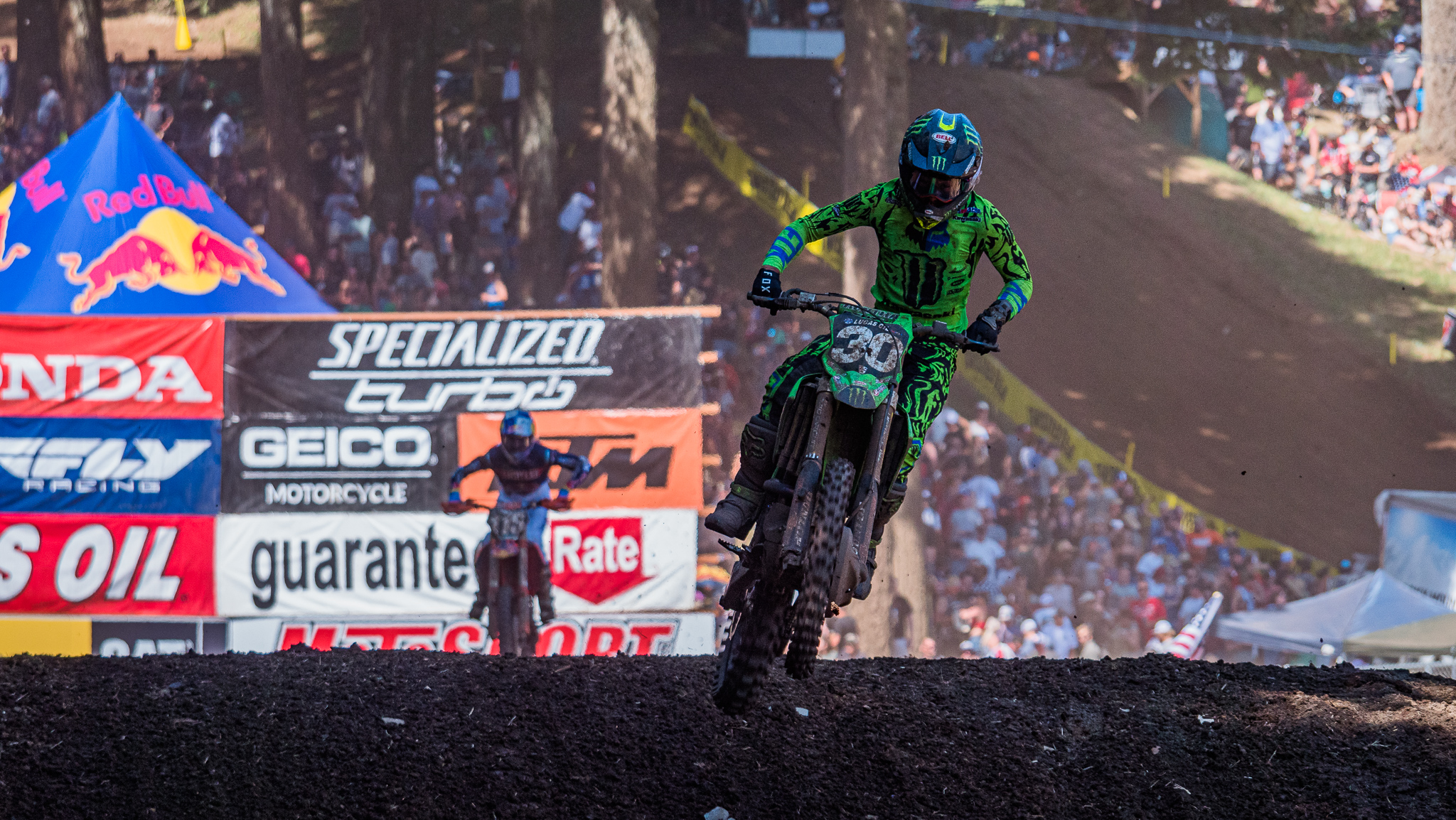
Jo Shimoda tijdens de National in Washougal in 2021.

Jo Shimoda (Japans: 下田丈, Shimoda Jō) (Suzuka, 16 mei 2002) is een Japans motorcrosser.

## Carrière
Als kind racete Shimoda in Japan, Europa en de Verenigde Staten. In 2016 won hij het AMA Amateur National Championship in Super Mini 2 op Loretta Lynn's. Het jaar daarop tekende hij bij het amateurprogramma van Honda Factory Connection. In 2018 was hij de winnaar van de Monster Energy All Stars. In 2019 werd hij professioneel en racete hij in de laatste 3 AMA Pro Motocross Nationals.
In 2020 racete Shimoda in de 250SX East en eindigde als derde in het klassement. Hij werd uitgeroepen tot AMA Supercross Rookie of the Year. In de Nationals behaalde Shimoda een vijfde plaats als beste resultaat en eindigde hij als elfde in het kampioenschap. Vervolgens tekende hij bij Pro Circuit Kawasaki.
In 2021 racete Shimoda opnieuw in de 250SX East, waarbij hij gedurende het grootste deel van het seizoen in de top 5 eindigde en zijn eerste overwinning behaalde. Hij eindigde als tweede in de eindstand. Shimoda had een wisselvallig Nationals seizoen met 3 podiumplaatsen en eindigde als vijfde in het eindklassement.
Ook in 2022 kwam Shimoda uit in de 250SX East en eindigde als viere in het kampioenschap met 2 podiumplaatsen. Hij presteerde goed in de Nationals en stond vaak op het podium. Hij behaalde 2 overwinningen en eindigde als tweede in het klassement. Shimoda maakte voor het eerst deel uit van team Japan tijdens de Motorcross der Naties 2022 in RedBud in Buchanan. Zijn team had het moeilijk onder de omstandigheden en ze kwalificeerden zich niet voor het hoofdevenement op zondag.
Tijdens de voorbereidingen op 250SX East, liep Shimoda een schouderblessure op. Hij keerde terug voor de laatste vier wedstrijden, waarin hij twee keer als vierde eindigde, als negende en als tweede. In de Nationals had Shimoda moeite om consistent te blijven. Hij eindigde het seizoen met één overwinning en vier podiumplaatsen, wat hem een derde plaats in het klassement opleverde. Tijdens het inaugurele SuperMotorcross Championship won Shimoda de openingsronde en eindigde vervolgens als tweede in de volgende twee rondes. Hij eindigde tweede algemeen. Op woensdag 18 oktober 2023 kondigde Shimoda zijn overstap van Pro Circuit Kawasaki naar HRC Honda aan.

## Palmares
- AMA 250cc SX East: 2020
- AMA 250cc SX East: 2021
- AMA 250cc Nationals: 2022
- AMA 250cc Nationals: 2023
- AMA 250cc Nationals: 2025

## Privé
- Jo werd geboren en getogen in Suzuka, Japan, als zoon van ouders Yoichi en Ai. Hij heeft één zus. Jo's vader reed met motorfietsen en gaf Jo een crossmotortje toen hij nog een peuter was. Jo bleef rijden doorheen zijn kindertijd en zijn ouders lieten hem deelnemen aan lokale wedstrijden. Zijn vader zocht toen naar serieuzere concurrentie voor Jo en liet hem racen in Europa en de Verenigde Staten. Hij begon in 2016 fulltime te racen in de VS en werd professioneel in 2019. Hij woont in Clermont, Florida.